# Lennart-Johansson-Pokal

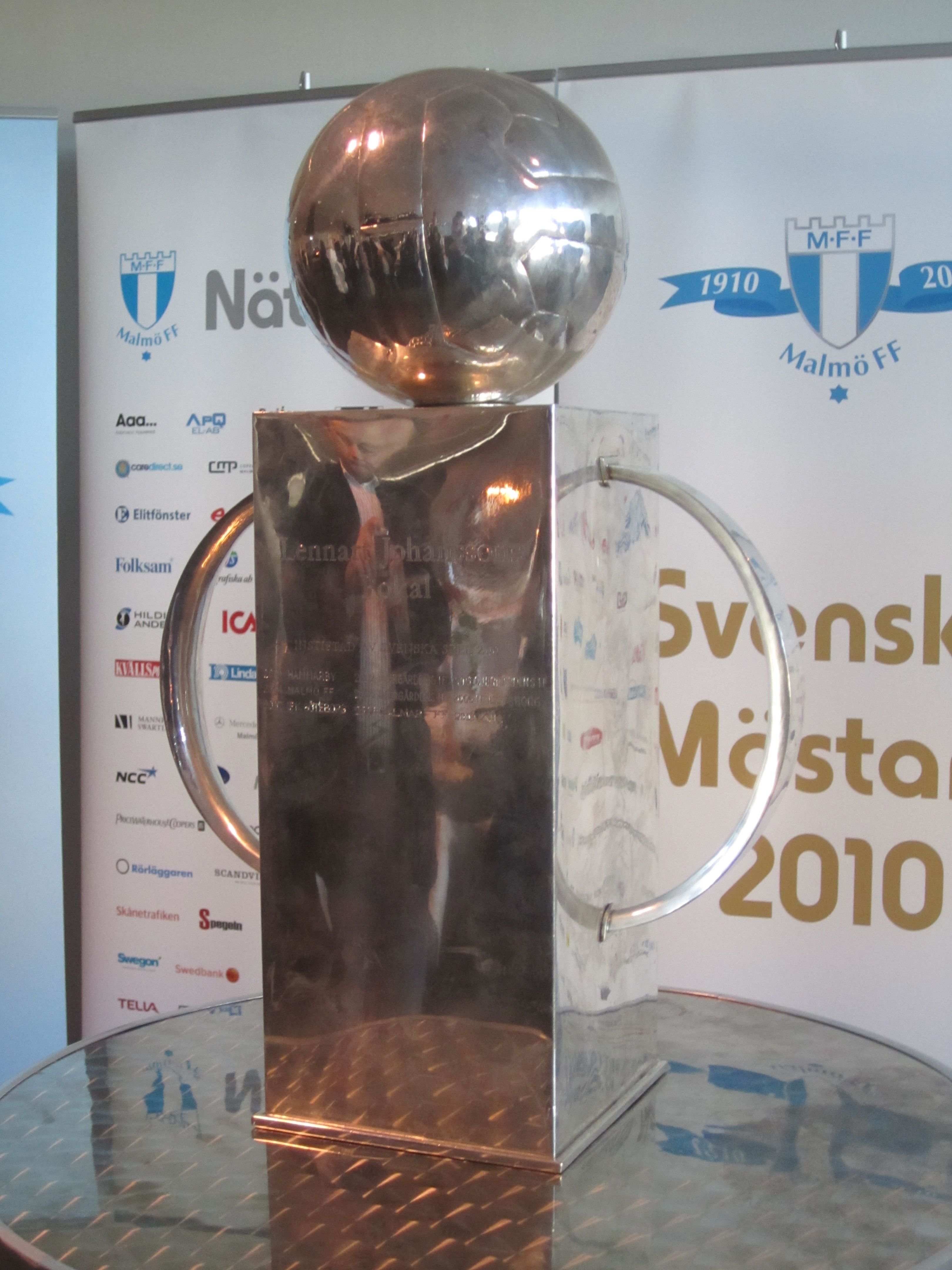
Fotografie des Pokals im November 2010

Der Lennart-Johansson-Pokal ist ein Wanderpokal im schwedischen Fußball. Er ist nach dem langjährigen UEFA-Präsidenten Lennart Johansson benannt.

## Hintergrund
Die vom Silberschmied Ingelar Eklund gestaltete Trophäe wird seit 2001 an den schwedischen Meister vergeben. Sie löste den bis 2000 vergebenen Von-Rosens-Pokal ab, nachdem entdeckt wurde, dass der Namensgeber Clarence von Rosen, erster Vorsitzender des schwedischen Fußballverbandes, für den Nationalsozialismus aktiv war. Die Gestaltung der Trophäe ist vom Pokal inspiriert, den die schwedische Nationalmannschaft nach dem Gewinn der Goldmedaille bei den Olympischen Sommerspielen 1948 erhielt. 
Seit 2005 erhält der schwedische Meister im Frauenfußball ebenso einen Wanderpokal, den Kronprinsessan-Victorias-Pokal.

## Vandalismus in der Trophäe
Nachdem hartnäckige Gerüchte im Umlauf waren, Eklund habe die Worte „Bajen forever“ – Bajen ist der Spitzname des Stockholmer Vereins Hammarby IF, dessen Anhänger der 2010 verstorbene Eklund gewesen war – ins Innere des Pokals graviert, untersuchte der Svenska Fotbollförbundet nach Ablauf der Spielzeit 2010 den Meisterpokal. Die Untersuchung ergab zwar eine Inschrift, diese lautete jedoch „Djurgården är bäst“ sowie verschiedene Namen. Bei der Eingravur des Meisters Malmö FF wurde der Vandalismus entfernt.